# Frank Scherer

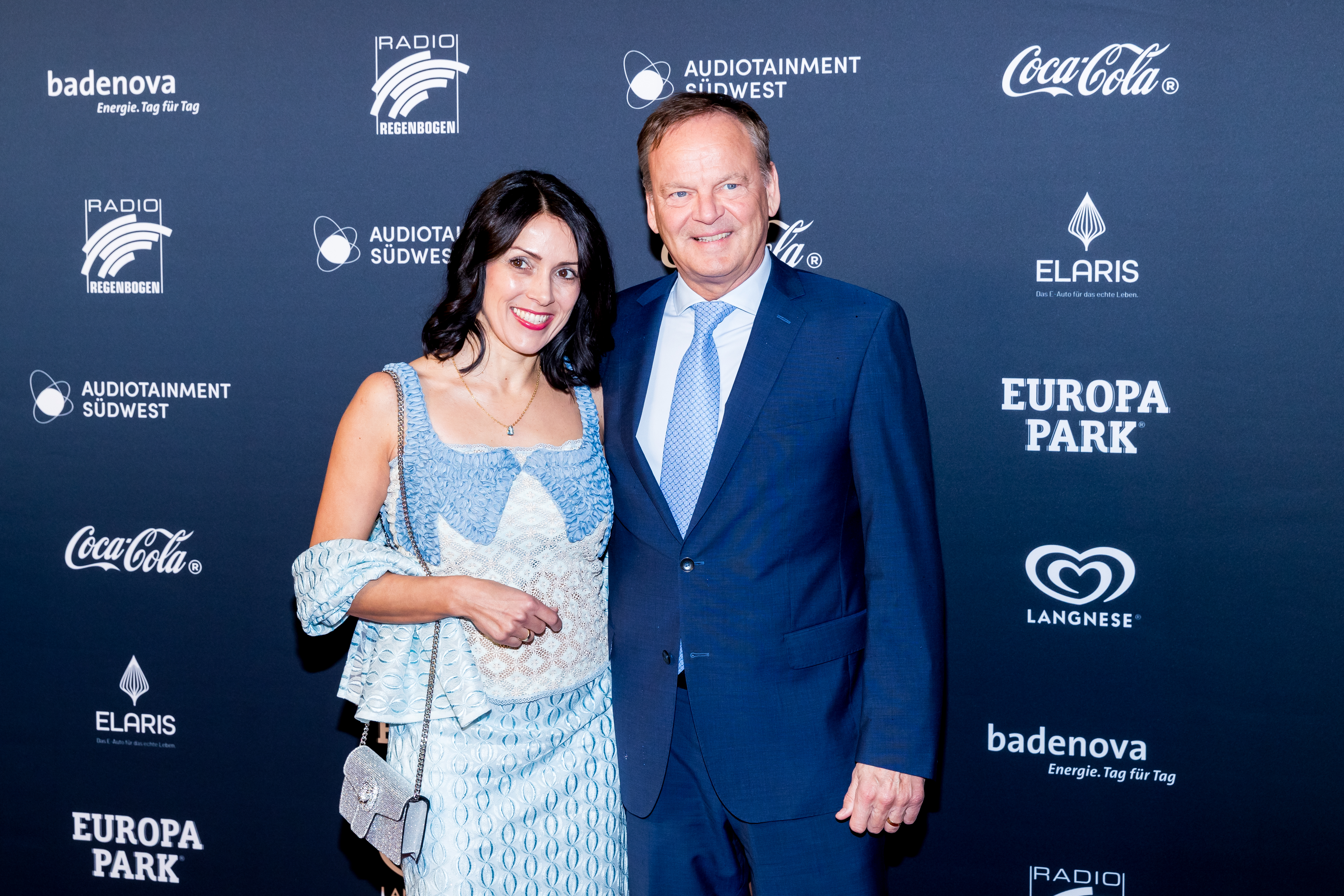
Frank Scherer mit seiner Frau (2024)

Frank Scherer (* 23. April 1963 in Remscheid) ist ein deutscher Politiker. Er war von 2008 bis 2024 Landrat des Ortenaukreises.

## Leben und beruflicher Werdegang
Scherer wuchs in Dinslaken auf. Sein Abitur legte er am Theodor-Heuss-Gymnasium in Dinslaken ab.
Nach Ableistung des Wehrdienstes hielt er sich vorübergehend in Kanada auf. 1984 begann er das Studium der Rechtswissenschaften an der Universität Marburg. Zudem studierte er an der Université de Bourgogne in Dijon und an der Albert-Ludwigs-Universität Freiburg, wo er 1990 das 1. Staatsexamen ablegte.
Sein Referendariat absolvierte Scherer in Freiburg, Duisburg sowie in New York City bei den Vereinten Nationen. 1993 legte er das 2. Staatsexamen ab. Es folgten Tätigkeiten als Verwaltungsrichter in Freiburg und ab 1995 als Justitiar und Medienreferent im Staatsministerium Baden-Württemberg. 1997 wurde Scherer stellvertretender Präsident der Landesanstalt für Kommunikation Baden-Württemberg.
Frank Scherer ist verheiratet und hat vier Kinder.

## Öffentliche Ämter
Im Jahr 2006 wurde er zum Regierungsvizepräsidenten im Regierungsbezirk Freiburg bestellt. 2008 folgte die Wahl zum Landrat des Ortenaukreises. 2016 wurde er mit über 90 Prozent der Kreistagsstimmen wiedergewählt.
Weil Frank Scherer nicht mehr für eine dritte Amtsperiode kandidierte, endeten seine Amtszeit als Landrat sowie seine sonstigen öffentlichen Ämter am 31. Oktober 2024. Seitdem ist er als selbständiger Unternehmensberater tätig, insbesondere in den Bereichen Medien, Management und im internationalen Kontext. Ihm folgte Thorsten Erny nach.
2012 übernahm Scherer erstmals das Amt des Präsidenten des Eurodistrikts Strasbourg-Ortenau für eine zweijährige Amtsperiode; auf ihn folgte im Juni 2014 der Straßburger Oberbürgermeister Roland Ries. Im Dezember 2016 wechselte das Amt erneut an Scherer. Nach der darauffolgenden Amtszeit von Roland Ries war Scherer von Dezember 2020 bis Dezember 2023 wieder Präsident.
Scherer war außerdem Vorsitzender der Gesellschafterversammlung der Schwarzwald-Tourismus GmbH (STG), Beiratsvorsitzender des Tarifverbundes Ortenau GmbH, Vorsitzender des Zweckverbands Abfallbehandlung Kahlenberg (ZAK) und war ab Beginn des Wintersemesters 2009 Mitglied des Hochschulrats der Hochschule Kehl und stand diesem von 2015 bis 2018 vor. Ende November 2018 wurde Scherer zum Ehrensenator ernannt.
Dazu ist Scherer Membre d´honneur de l`Association européenne des représentants territoriaux de l'Etat (AERTE - EASTR).
Während der Covid-19-Pandemie kritisierte er die Einschränkung des Gastronomiegewerbes durch Vorgaben der Stuttgarter Landesregierung.